# Мейнье, Шарль
Шарль Мейнье (25 ноября 1768, Париж — 6 сентября 1832, Париж) — французский художник, один из выдающихся мастеров живописи ампира, создатель картин на батальный и мифологический сюжет. Известен также созданием эскизов для барельефов и статуй Триумфальной арки на площади Каррузель и Парижской биржи.

## Биография
Шарль Мейнье родился в Париже 24 ноября 1768 года, в многодетной семье портного. Его отец сначала обучал сына пошиву одежды, но юноша, ощутив интерес к искусству, начал обучаться гравированию под руководством Пьера-Филиппа Шоффара. В
этой сфере Мейнье быстро добился значительных успехов, однако больше всего он хотел стать живописцем. На помощь Шарлю пришёл один из его старших братьев, актёр «Комеди Франсез» Мейнье-Сен-Фаль, который за свой счёт устроил его на обучение в мастерскую художника Франсуа-Андре Венсана, который тогда пользовался блестящей репутацией. Мейнье с большим рвением обучался у прославленного мастера, и через четыре года, в 1789 году, получил Римскую премию второй степени в области живописи (победил в том году Жироде). Это позволило Мейнье поехать для продолжения художественного образования в Рим на стипендию (т. н. «пенсию») от французской короны. Во время своего пребывания в Риме Мейнье скрупулёзно зарисовывал древние скульптуры.
Вернувшись во Францию в эпоху террора, он плодотворно трудился над созданием эскизов, с намерением в один прекрасный день перейти к написанию полномасштабных картин. После переворота 9 термидора, больше не опасаясь доносов, которые часто поступали на учеников Венсена, он поспешил претворить в жизнь часть из своих задумок.
Талант Мейнье был особенно хорошо заметен в совершенном знании анатомических форм, великолепной технике изображения обнажённой натуры и превосходном мастерстве декоративных потолочных росписей, причём как с точки зрения живописной композиции, так и с точки зрения воздушной перспективы.
Мейнье содержал в своём доме живописную студию, где обучались исключительно женщины, в том числе мадам Эрсан и Эми Брюн-Паже. В 1816 году Мейнье стал членом Академии изящных искусств, а 1 ноября 1819 года был назначен профессором в Школе изящных искусств в Париже, сменив на этом посту Жан-Жака Лагрене; в 1832 году его преемником стал Мерри-Жозеф Блондель.
Мейнье умер 6 сентября 1832 года от холеры, его жена скончалась несколькими днями ранее от той же болезни.
Картины Мейнье находятся в ряде ведущих музейных и частных собраний Франции и других стран. Так, серия из девяти полотен с изображениями муз, ранее хранилась в Швейцарии в замке Валленрейд (кантон Юра), а теперь находится в коллекции Художественном музее Кливленда, штат Огайо, США. Другая серия, из четырёх картин, представляющих древние статуи Аполлона, Дианы, Меркурия и Полигимнии, экспонируется в Музее французской революции в Визие (департамент Изер). Несколько картин Мейнье экспонируются в Брюссельском городском музее.

## Галерея
- Наполеон на острове Лобау (деталь). Версаль.
- 76-й линейный полк находит свои флаги в арсенале Инсбрука (1807). Музей французской революции.
- Наполеон вьезжает в Берлин через Бранденбургские ворота после битвы при Йене и Ауэрштедте (1806). Картина 1810 года. Версаль.
- Наполеон Бонапарт — Первый консул. Брюссельский городской музей
- Статуя Аполлона Бельведерского на фоне пейзажа. Музей французской революции.
- Парис и Елена Троянская.
- Александр Великий, Кампаспа и Апеллес. Музей изящных искусств Рена[англ.]
- Мудрость, оберегающая Юность от любви.
- Милон Кротонский. Монреальский музей изящных искусств.
- Аполлон и муза Урания. Художественный музей Кливленда, США.
- Муза Эрато. Там же.
- Муза Полигимния. Там же.

## Ученики
- Мадам Луиза Мари-Жанна Эрсен (1784—1862), урождённая Маду
- Жан Жак Прадье (1790—1852), скульптор и художник
- Эми Брюн-Паже (1803—1866), художник